# Jan Halada
Jan Halada (* 26. července 1942 Domažlice) je český historik, novinář, redaktor a spisovatel, autor knih literatury faktu.

## Život
V letech 1963–1968 vystudoval Filozofickou fakultu Univerzity Karlovy obor filozofie–historie. Na téže fakultě získal v roce 1971 titul PhDr. Po studiu začal pracovat jako redaktor nakladatelství Mladá fronta. V roce 1975 se stal vedoucím redakce společenskovědní literatury a od roku 1981 pak zástupcem šéfredaktora nebeletristického úseku nakladatelství. Zde působil až do roku 1988, kdy se stal šéfredaktorem Lidového nakladatelství. Od roku 1990 působí na katedry žurnalistiky nově vzniklé Fakulty sociálních věd Univerzity Karlovy. Přednášel i na Filozofické fakultě UK, VŠE, ČVUT, Pedagogické fakultě Univerzity Hradec Králové, Vyšší odborné škole publicistiky v Praze, aj.
V roce 1990 získal na FF UK vědeckou hodnost kandidáta věd (CSc.). V roce 1996 byl jmenován docentem. Je autorem či spoluautorem asi čtyřiceti knih, mnoha článků a statí v četných periodikách. Je předsedou literární soutěže Cena Miroslava Ivanova za literaturu faktu. V roce 2012 obdržel Cenu M. Ivanova za celoživotní dílo a v roce 2013 obdržel slovenskou Cenu V. Zamarovského za literaturu faktu.

## Publikace (výběr)
- Čítanka z dějin filozofie. Praha : Mladá fronta, 1978. 468 s. (spoluautor Artur Geuss)
- Osudy moudrých : O filozofech a filozofii. Praha : Albatros, 1981. 141 s. 6. vyd. Osudy moudrých : průvodce evropským myšlením. Praha : Epocha, 2010. 195 s. ISBN 978-80-7425-036-1.
- Osvícenství - věk rozumu. Praha : SPN, 1984. 342 s.
- Metternich kontra Napoleon. Praha : Panorama, 1985. 241 s. 2. vyd. Praha : Panorama, 1988. 241 s. (autorem byl ve skutečnosti Jaroslav Šedivý).
- Lexikon české šlechty : Erby, fakta, osobnosti, sídla a zajímavosti. 1. Praha : Akropolis, 1992. 197 s. ISBN 80-901020-3-4.
- Lexikon české šlechty : Erby, fakta, osobnosti, sídla a zajímavosti. 2. Praha : Akropolis, 1993. 189 s. ISBN 80-85770-04-0.
- Člověk a kniha : úvod do nakladatelské specializace : určeno pro posl. fak. sociálních věd Univ. Karlovy. Praha : Karolinum, 1993. 120 s. ISBN 80-7066-767-2.
- Lexikon české šlechty : Erby, fakta, osobnosti, sídla a zajímavosti. 2. Praha : Akropolis, 1994. 237 s. ISBN 80-85770-12-1.
- Encyklopedie praktické žurnalistiky. Praha : Libri, 1999. 256 s. ISBN 80-85983-76-1. 3. vyd. Praktická encyklopedie žurnalistiky a marketingové komunikace. Praha : Libri, 2007. 263 s. ISBN 978-80-7277-266-7. (spoluautoři Barbora Osvaldová a kol.)
- Lexikon české šlechty : erby, fakta, osobnosti, sídla a zajímavosti. Praha : Akropolis, 1999. 685 s. ISBN 80-85770-79-2.
- Encyklopedie českých nakladatelství 1949-2006. Praha : Libri, 2007. 378 s. ISBN 978-80-7277-165-3.
- Slavné osobnosti v dějinách Prahy 5, 2. díl. Praha : Perseus, 2009. 504 s. ISBN 978-80-254-4442-9.
- Slovník Klubu autorů literatury faktu. Praha : Epocha, 2012. 200 s. (editor) ISBN 978-80-7425-139-9.
- Jeden za všechny, všichni proti kardinálovi. Armand-Jean du Plessis de Richelieu - život a doba. Praha : Epocha, 2013. 224 s. ISBN 978-80-7425-196-2.